# トリャヴナの戦い
トリャヴナの戦い（ブルガリア語: Битка при Трявна）は、1190年にブルガリア中央部のトリャヴナ近郊で起きた、第二次ブルガリア帝国と東ローマ帝国との戦闘。戦闘はブルガリア軍の勝利に終わり、1185年のアセンとペタルの蜂起以来の独立を決定付けた。

## 背景
アセンとペタルの蜂起を鎮圧するための2度の遠征の失敗の後、東ローマ皇帝イサキオス2世はブルガリアの独立を黙認し、和平協定の締結を余儀なくされた。1189年まで停戦は継続し、ブルガリアでは行政機構の整備と軍備の強化が行われた。
1189年に実施された第3回十字軍がブルガリア領のニシュに到達した時、ブルガリア皇帝イヴァン・アセン1世とペタル4世の兄弟は十字軍に参加していた神聖ローマ皇帝フリードリヒ1世に支援を申し出た。十字軍と東ローマの関係は悪化しており、東ローマと交戦状態にあったフリードリヒ1世に対して、ブルガリアは40,000の兵士を派遣する。しかし、イサキオス2世の譲歩によって十字軍と東ローマは和解し、ブルガリアの希望は実現しなかった。

## 戦闘の経過
イサキオス2世はブルガリアへの報復のため、1190年の夏に3度目のブルガリア遠征の準備に取り掛かった。過去の遠征と同様に、東ローマ軍はバルカン山脈を越えてブルガリアに進入し、黒海沿岸のポモリエを通過するように見せかけた。東ローマ軍はRishを通過して西に向かい、プレスラフを目指して進軍した。ブルガリアの首都タルノヴォを包囲するため、東ローマ軍はさらに西進する。また、ブルガリア北部のクマン人の援軍を阻むため、イサキオス2世の本隊とは別に東ローマの艦隊がドナウ川（ダニューブ川）を進んでいた。しかし、東ローマ軍内にクマン人の援軍が到着した噂が流れるとイサキオス2世は撤退し、東ローマ軍のタルノヴォ包囲は失敗に終わる。
イヴァン・アセン1世は、撤退する東ローマ軍はトリャヴナ峠を通過すると予測した。東ローマ軍は徐々に南に後退していき、隊列は数キロメートルにわたる長さになっていた。ブルガリア軍は狭い峡谷の上で待ち伏せ、東ローマ軍の前列が通過した時に奇襲を仕掛ける。東ローマの指揮官はイヴァン・アセン1世が指揮を執る中央部に攻撃を集中したが、両軍の兵士が衝突した後、高所に陣取っていたブルガリア兵が東ローマ軍に矢や岩を浴びせかけた。混乱に陥った東ローマ軍は崩壊し、命令を無視して逃亡した東ローマ兵はブルガリア兵によって殺害される。イサキオス2世は辛うじて戦場から脱出したものの、財宝と帝権の象徴である王冠、笏、衣装はブルガリアの手に渡る。
戦勝の直後に、ブルガリアは一時的にヴァルナを占領するが、後にヴァルナは東ローマに返還された。

## 翻訳元記事参考文献
- Йордан Андреев, Милчо Лалков, Българските ханове и царе, Велико Търново, 1996.